# Purpuricenus konradi
Purpuricenus konradi är en skalbaggsart som beskrevs av Bernhauer D. 1976. Purpuricenus konradi ingår i släktet Purpuricenus och familjen långhorningar. Inga underarter finns listade i Catalogue of Life.